# 前田ビバリー
前田 ビバリー（まえだ びばりー、Beverly Maeda）は日本の張り子作家、芸術家。『おもしろ張り子』の著者。

## 概要
長崎県生まれ。
2008年、大分県立芸術文化短期大学美術科を卒業。映像制作会社を経て2011年より張り子作家の荒井良に師事する。芸術家集団『画賊』としても活動を行い、全国の張り子を研究し廃絶郷土玩具等も復元している。
2013年、世界文化社の雑誌『レクリエ』を監修。2014年から張り子を取り入れた熊手やしめ縄アートを制作し、伊勢丹や阪急百貨店などにも出展している。2016年からはNHK文化センターや読売・日本テレビ文化センターなどで講師を勤めている。2017年11月25日にグラフィック社から『おもしろ張り子』を出版した。
2019年、福島県母畑温泉の旅館『八幡屋』の常設展示用張り子作品『首振り飛翔親子獅子』と『張り子の花器オブジェ 花/森/川/山』を制作。
2020年に東京都と東京都歴史文化財団が主催したアート企画『アートにエールを！』で音楽と張り子作品のコラボレーション動画を共同制作したギタリストの萩原健也と2021年に結婚したが、その後2024年頃に離婚した。
2022年には阪神百貨店のおせちカタログの表紙で張り子が使用されている。3月にはアメリカの大手出版社ランダムハウスのPrestelによる『Japan's Best Friend』で張子が紹介され、イギリスのロンドンのギャラリーなどで展示された。同年の10月には、JR中央線コミュニティデザインなどによるアートイベント『中央線芸術祭』で個展を行っている。

## 作品

### 張り子
- 『福助』横浜人形の家博物館 常設展示[5]
- 『首振り飛翔親子獅子』福島県八幡屋 常設展示
- 『張り子の花器オブジェ 花/森/川/山』福島県八幡屋 常設展示
- 阪神百貨店 2022年おせちカタログ表紙
- 映画『嘘八百 なにわ夢の陣』張り子熊手[6]

### 著書
- 『おもしろ張り子』グラフィック社 2017年11月25日発売 ISBN 978-4766130973

### 映像
- 『空（カラ）の味』2016年(塚田万理奈監督、自主制作映画)[7]
- 『ハリコレ 2020』2020年 (東京都、東京都歴史文化財団) 萩原健也との共作

### 監修
- 『レクリエ』世界文化社 2013年～

## メディア

### テレビ
- TBS 「四季折々の贈り物～しめ飾り～」2019年12月15日放送
- NHK 「山梨県のニュース 西嶋和紙使った書と張り子展示会」2020年12月18日放送
- TBS 「四季折々の贈り物～張り子～」2021年1月10日放送

### 新聞
- 読売新聞『きれい』2017年1月25日夕刊

### 書籍
- 『Japan's Best Friend』著：Manami Okazaki 出版：Prestel 2022年3月29日 ISBN 978-3791387253

### 雑誌・WEB
- ニューヨーク・タイムズ「T JAPAN 『目利きのお墨つき！心を伝える贈り物＜Vol.1＞』真野知子の“和のことほぎ”篇１１月」2017年11月
- 箱庭haconiwa 「週末読みたい本『おもしろ張り子』」2017年12月8日
- POPEYE No.850 2018年1月
- & Premium No.58 2018年8月 「素敵な人になるために、どう生きるか。」
- POPEYE No.860 2018年11月 「クラフツマンシップ。確かにこれは、職人技だ!」
- 婦人公論 2019年1月号 「福を呼ぶ、縁起物モチーフの新春手みやげ」
- 家の光 2019年1月号 「〈手芸〉金運こいこい 張り子で作る招き猫」
- 暮しの手帖 2020年12月 第5世紀9号「愛しめでたし、張り子の正月飾り」
- チルチンびと WEBマガジン 2021年1月「日本の美邸 ― Japan Quality― 令和の張り子」
- & Premium特別編集 2021年11月 「 素敵な人になるための読書案内。」

## 関連
- 荒井良
- 萩原健也